# Ганс фон Грайффенберг
Ганс Ульріх Фердинанд фон Грайффенберг (нім. Hans Ulrich Ferdinand von Greiffenberg, 12 жовтня 1893, Бютов — 30 червня 1951, Кенігштайн) — німецький офіцер, генерал піхоти вермахту. Кавалер Лицарського хреста Залізного хреста.

## Біографія
20 січня 1914 року вступив на військову службу в 14 піхотний полк «Граф Шверін» (3 Померанський). З початком Першої світової війни в складі полку бився на західному фронті. У листопаді 1914 року після поранення призначений батальйонним ад'ютантом, в жовтні 1917 року призначений полковим ад'ютантом.
Після війни проходив службу в прикордонній охороні. На початку 1920 року вступив в 4-й стрілецький полк (згодом 4-й (прусський) піхотний полк), служив на штабних посадах. У жовтні 1923 року переведений в 10-й (прусський) кавалерійський полк, для проходження річного навчання штабних офіцерів служив в 2-й дивізії рейхсверу. Після закінчення навчання повернувся в 4-й піхотний полк. В 1925-26 роках відряджений до відділу професійної підготовки сухопутних військ міністерства рейхсверу. З 1928-30 роках проходив стажування у фінській і іспанській арміях. 1 жовтня 1931 року призначений командиром роти 4-го (Прусського) піхотного полку. З серпня 1932 по жовтень 1933 року проходив підготовку в американському навчальному центрі Command and General Staff School (Форт Лівенворт). Після недовгого перебування в міністерстві рейхсверу в листопаді 1934 року призначений 1-м офіцером генерального штабу (Ia) при командуванні 4-го військового округу. У жовтні 1936 року очолив 1-й батальйон 103 піхотного полку, через рік вступи у академію вермахту. В лютому 1938 року призначений керівником відділу Штабу ОКГ.
У серпні 1939 року призначений начальником оперативного відділу Штабу сухопутних військ. З січня по травень 1941 року — начальник штабу 12-ї армії. Учасник Балканської кампанії. Потім призначений начальником штабу групи армій «B». Учасник німецько-радянської війни. У квітні 1942 року переведений на посаду начальника штабу командування «Штаб Антон» (потім «Прибережний штаб Азов»), брав участь в підготовці літнього наступу на Кавказі. 7 липня 1942 року командування перейменовано в групу армій «А». У липні 1943 року відсторонений від посади і переведений в резерв фюрера. У бойових діях більше участі не брав. У жовтні 1943 року призначений військовим аташе в Угорщину, 1 квітня 1944 року призначений Повноважним генералом Вермахту в Угорщині. Незадовго до кінця війни потрапив в американський полон, звільнений 30 червня 1947 року.

## Звання
- Лейтенант (30 січня 1914) — патент від 22 червня 1912 року.
- Оберлейтенант (18 серпня 1917)
- Гауптман/ротмістр (1 квітня 1925)
- Майор (1 жовтня 1932)
- Оберстлейтенант Генштабу (1 червня 1935)
- Оберст Генштабу (1 січня 1938)
- Генерал-майор (1 серпня 1940)
- Генерал-лейтенант (1 квітня 1942)
- Генерал піхоти (1 квітня 1944)

## Нагороди
- Залізний хрест 2-го і 1-го класу
- Нагрудний знак «За поранення» в сріблі
- Почесний хрест ветерана війни з мечами
- Медаль «За вислугу років у Вермахті» 4-го, 3-го, 2-го і 1-го класу
- Застібка до Залізного хреста 2-го і 1-го класу
- Лицарський хрест Залізного хреста (18 травня 1941)
- Савойський військовий орден, офіцерський хрест (Королівство Італія; 26 квітня 1942)
- Медаль «За зимову кампанію на Сході 1941/42»
- Орден Михая Хороброго 3-го класу (Румунське королівство; 19 березня 1943)